# Чистяков, Артём Александрович
Арте́м Алекса́ндрович Чистяко́в (род. 15 апреля 2007, Кстово, Нижегородская область) — российский футболист, защитник клуба «Пари Нижний Новгород».

## Клубная карьера
Родился в Кстово.
Футболом начал заниматься в кстовской ДЮСШ №1, первые тренеры Михаил Савинов и Александр Абубякеров. Позже до 2017 года параллельно выступал за ДОЦ «Олимпиец». 
8 февраля 2019 года присоединился к академии футбола им. Юрия Коноплёва. 11 декабря 2021 года пополнил состав академии московского ЦСКА. 
6 августа 2024 года подписал профессиональный контракт с клубом «Пари Нижний Новгород».
11 августа 2024 года в матче Второй лиги (дивизион «Б») против «Уральца-ТС» дебютировал в профессиональном футболе за «Пари Нижний Новгород-2». 
7 декабря 2024 года сыграл дебютный матч в РПЛ против московского «Спартака».

## Карьера в сборной
В период с 2022 по 2023 год выступал за юношеские сборные России (до 17 лет), суммарно провёл в их составе 13 матчей.

## Статистика выступлений
| Выступление      | Выступление       | Выступление      | Лига | Лига | Кубки | Кубки | Итого | Итого |
| Клуб             | Лига              | Сезон            | Игры | Голы | Игры  | Голы  | Игры  | Голы  |
| ---------------- | ----------------- | ---------------- | ---- | ---- | ----- | ----- | ----- | ----- |
| Пари НН          | РПЛ               | 2024/25          | 1    | 0    | 0     | 0     | 1     | 0     |
| Пари НН          | Итого             | Итого            | 1    | 0    | 0     | 0     | 1     | 0     |
| → Пари НН-2      | Вторая лига («Б») | 2024             | 11   | 0    | —     | —     | 11    | 0     |
| → Пари НН-2      | Итого             | Итого            | 11   | 0    | —     | —     | 11    | 0     |
| Всего за карьеру | Всего за карьеру  | Всего за карьеру | 12   | 0    | 0     | 0     | 12    | 0     |